# Gaig terrestre de Xinjiang
El gaig terrestre de Xinjiang (Podoces biddulphi) és un ocell de la família dels còrvids (Corvidae).

## Hàbitat i distribució
Habita zones de matolls rastrers als deserts i turons del nord-oest de la Xina a l'oest de Sinkiang.